# Сулейманоглу, Нурхан
Нурхан Сулейманоглу (тур. Nurhan Süleymanoğlu, каз. Нұрхан Сүлейменов, родился 28 февраля 1971, Казахская ССР, ЮКО, Казыгуртский район) — турецкий боксёр-любитель казахского происхождения, чемпион Европы и многократный призёр чемпионатов мира и Европы. Происходит из рода Сиргели Старшего жуза.